# Wojda
Wojda – część wsi Bliżów w Polsce, położonej w województwie lubelskim, w powiecie zamojskim, w gminie Adamów.
W latach 1975–1998 Wojda administracyjnie należała do województwa zamojskiego.
Jest to niewielka osada położona tuż przy granicy Roztoczańskiego Parku Narodowego. Podczas II wojny światowej, w czasie wysiedleń Zamojszczyzny, pod koniec 1942 roku, miała tu miejsce jedna z pierwszych ważniejszych bitew, jaka dała początek powstaniu zamojskiemu, podczas której żołnierze Batalionów Chłopskich walczyli z siłami żandarmerii niemieckiej. Wioska została wówczas ostatecznie spalona przez Niemców. Obecnie znajduje się tu pomnik upamiętniający to wydarzenie.
Przez Wojdę przebiegają szlaki turystyczne:
- Szlak Partyzancki
- Szlak im. A. Wachniewskiej